# Les Écrivains publics
Les Écrivains publics ou Nouvelle méthode de retenir sa femme au logis (en anglais The Letter Writers) est une pièce de Henry Fielding, représentée pour la première fois le 24 mars 1731 à Haymarket avec son pendant, La Tragédie des tragédies. Les bibliographies  d'époque attestent aussi pour titre français La Correspondance épistolaire ou Nouveau Moyen de retenir une femme à la maison.
L'action met en scène deux marchands qui s'efforcent de faire que leurs épouses leur restent fidèles. Leurs efforts sont vains, jusqu'à ce qu'ils attrapent l'homme avec qui leurs épouses les trompent.
La pièce, une farce, est un échec retentissant.